# Куні (Ґумма)
Куні (яп. 六合村, くにむら, куні мура ) — село в Японії, у північно-західній частині префектури Ґумма. 28 березня 2010 року увійшло до складу містечка Наканодзьо.
Куні розташоване у лісистій місцевості на березі озера Нодзорі. На території села знаходяться два великі джерела термальний вод: Сіріякі та Ханасікі.